# Anthracothorax
Anthracothorax är ett släkte med fåglar i familjen kolibrier. Släktet omfattar åtta arter som förekommer från östra Mexiko till nordöstra Argentina samt i Västindien:
- Jamaicamango (A. mango)
- Svartstrupig mango (A. nigricollis)
- Grönstrupig mango (A. viridigula)
- Grönbröstad mango (A. prevostii)
- Veraguasmango (A. veraguensis)
- Hispaniolamango (A. dominicus)
- Puertoricomango (A. aurulentus)
- Grönmango (A. viridis)

Studier visar att kariberna (Eulampis) bör inkluderas i Anthracothorax. Dessa resultat har dock ännu inte lett till några taxonomiska förändringar.